# Garcia II av Kongo
Garcia II av Kongo, död 1660, var kung av Kongo mellan 1641 och 1660.